# Scymnus rubromaculatus
Scymnus rubromaculatus é uma espécie de insetos coleópteros polífagos pertencente à família Coccinellidae.
A autoridade científica da espécie é Goeze, tendo sido descrita no ano de 1778.
Trata-se de uma espécie presente no território português.